# Římskokatolická farnost Klokočské Loučky
Římskokatolická farnost Klokočské Loučky (lat. Lauczekium) je církevní správní jednotka sdružující římské katolíky na území obce Loučky a v jejím okolí. Organizačně spadá do turnovského vikariátu, který je jedním z 10 vikariátů litoměřické diecéze.

## Historie farnosti
Od roku 1793 byla v místě knězem obsazená lokálie. Od roku 1793 jsou vedeny matriky. Farnost byla kanonicky zřízena od roku 1856.

### Duchovní správcové vedoucí farnost
Začátek působnosti jmenovaného v duchovní správě farnosti od:
- 1789   cap. loc. vacat
- 1793   cap. loc. Marian. Spirit O.S.B.
- 1795   cap. loc. Maxmilian. Klier O.S.B.
- 1802   cap. loc. Franc. Kittel, n. 10. 10. 1762 Ferrobrod, o. 7. 7. 1791
- 1821   cap. loc. Jac. Brzesina, n. 25. 7. 1790 Krems., o. 17. 8. 1814, † 24. 10. 1850
- 1826   cap. loc. Franc. Fiala, n. 17. 2. 1789 Richnov, o. 12. 8. 1811, † 7. 6. 1875
- 1838   cap. loc. Franc. Mischak, n. 27. 10. 1789 Przezoviens., o. 15. 8. 1817
- 1857   proto-par. (1. farář) Franc. Mischak, n. 27. 10. 1789 Przezoviens., o. 15. 8. 1817
- 1863   Adolph. Špachta, n. 6. 9. 1818 Prag., o. 30. 7. 1843
- 1872   Jos. Klika, n. 25. 3. 1843 Hořic., o. 31. 7. 1867, † 19. 6. 1898
- 1876   par. vacat, admin. interc. Joann. Štajnygr
- 1877   Joann. Štajnygr, n. 23. 8. 1844 Oberklee, o. 20. 7. 1869, † 25. 3. 1908
- 1882   Joann. Počta, n. 6. 5. 1832 Auřinoves, o. 26. 7. 1858, † 4. 6. 1906
- 1905   par. vacat, admin. interc. Josef Lusk
- 1906   Alois. Hejduk, n. 20. 7. 1874 Rovensko, o. 11. 7. 1897, † 8. 7. 1915
- 1915   Josef Lusk, n. 7. 8. 1870 Kašina Hora, o. 22. 7. 1894, † 19. 12. 1939
- 1925   par. vacat admin. interc. Josef Baštýř
- 1928   par. vacat admin. interc. Bohumil Pikora
- 1940  Bohumil Pikora, n. 28.6. 1898 Hájek n. J., o. 25. 6. 1922, † 7. 2. 1989
- 1951  Karel Červinka
- 1. 3.  1955   František Hajer
- 5. 3.  1959   Josef Kovačik
- 1. 9.  1969   Bohumil Pikora
- 1973   Josef Kovačik
- 1. 1.  1996   Richard Madej
- 1. 3.  1996   Jaroslav Gajdošík
- 15. 11. 1996 Petr Kubíček
- 1. 8. 1998  Henryk Kuman MS
- 19. 8. 2000  Jaroslav Borucki MS
- 1. 8. 2009 Jan Jucha MS, admin. exc. z Železného Brodu[3]

Kromě kněží stojících v čele farnosti, působili ve farnosti v průběhu její historie i jiní kněží. Většinou pracovali jako farní vikáři, kaplani, katecheté, výpomocní duchovní aj.

### Galerie duchovních správců

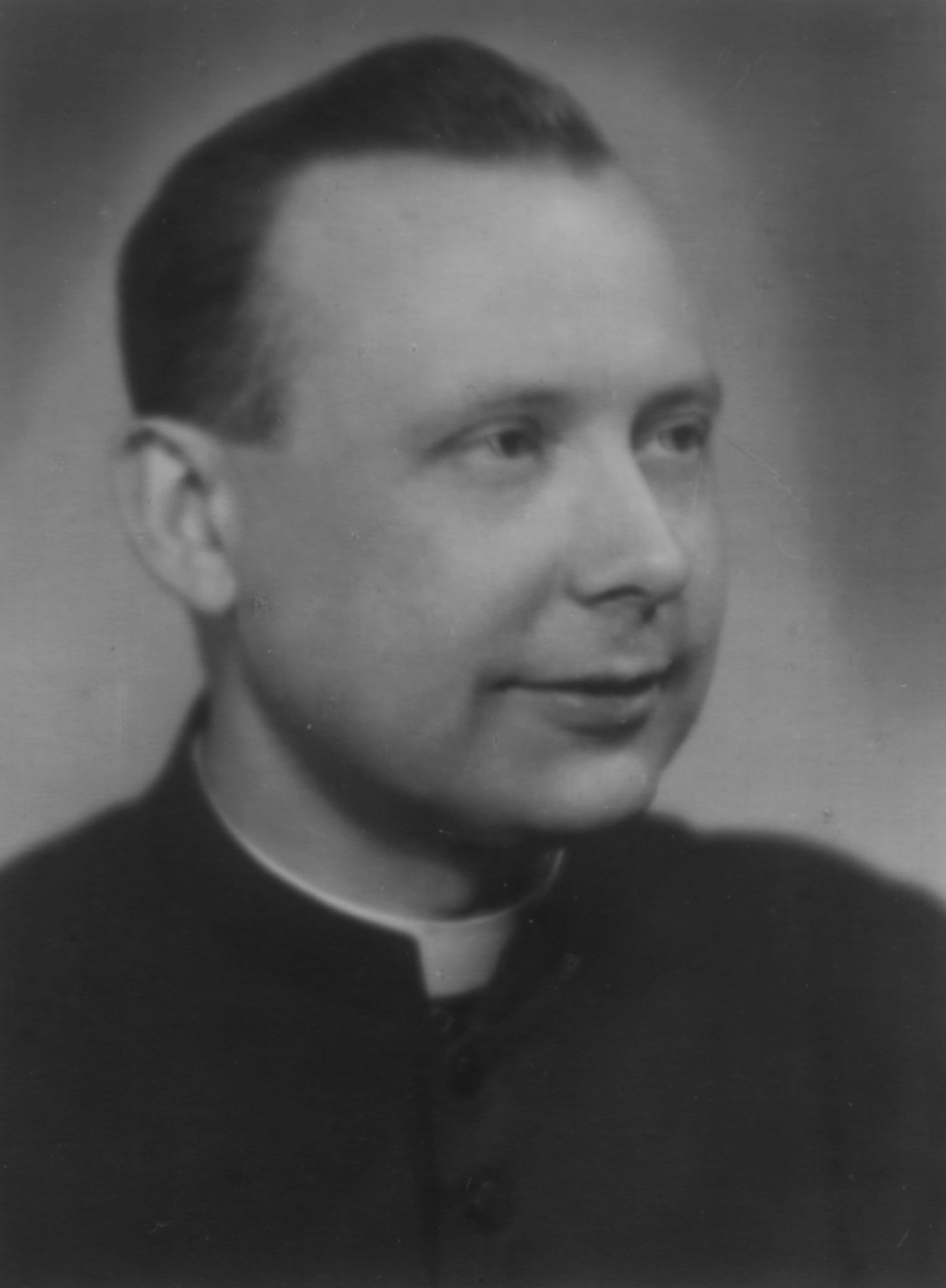
R.D. Karel Červinka (1951–1955)
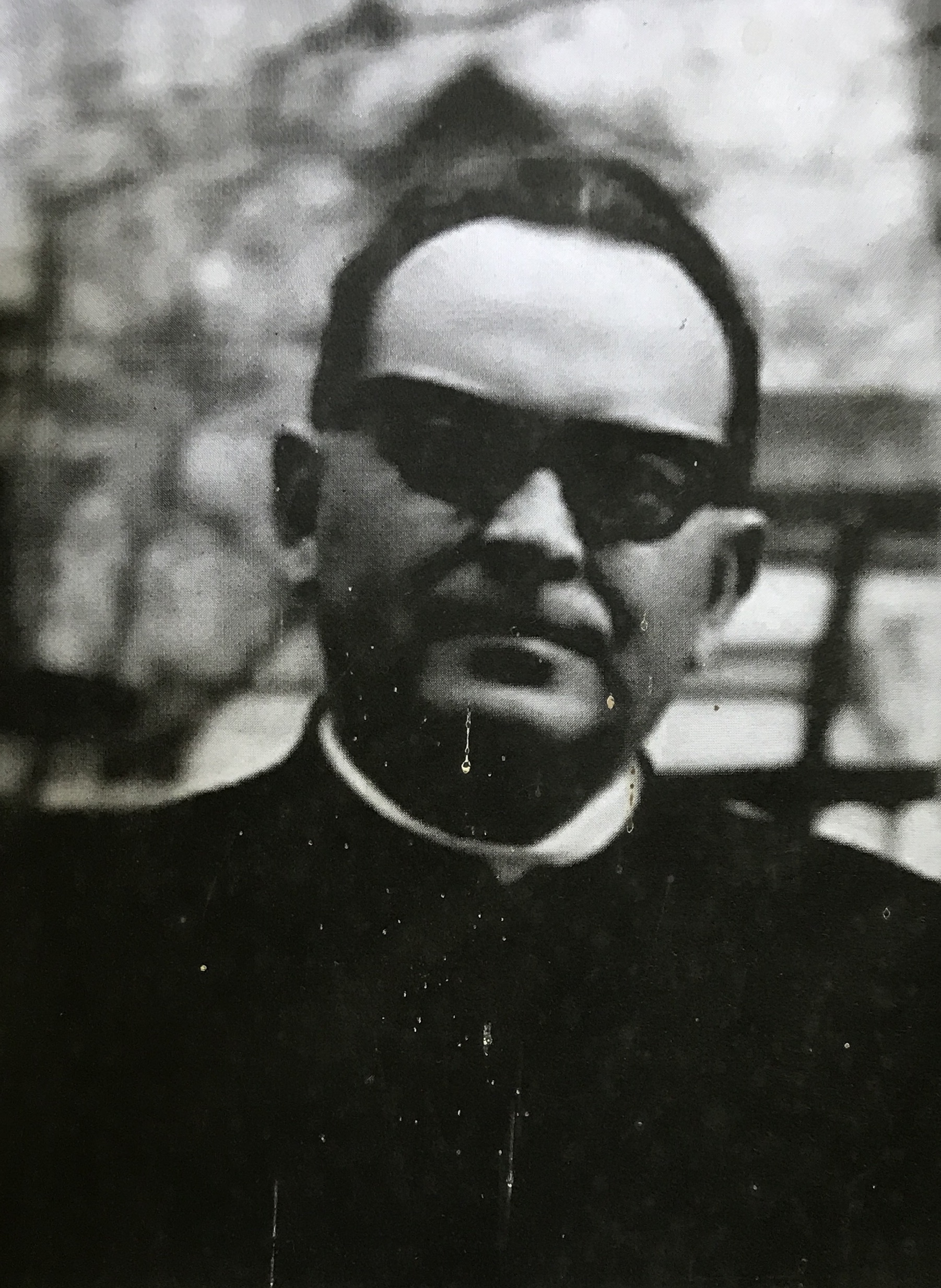
R.D. Josef Kováčik (1959–1969, 1973–1996)
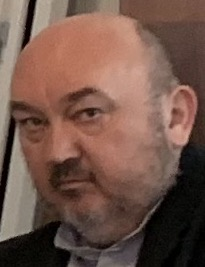
R.D. Jaroslav Gajdošík (1996)
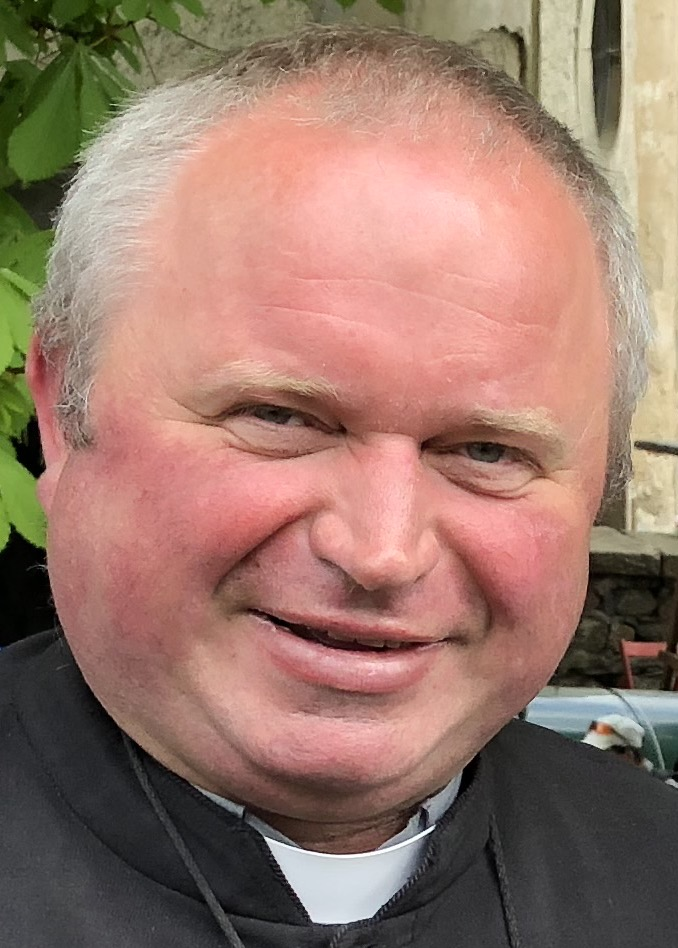
P. Jan Jucha MS (od r. 2009)

## Území farnosti
Do farnosti náleží území obce:
- Besedice[2] (Bessetitz[4])[p 2]
- Hamštejn[2] (Hamstein[4])[p 2]
- Klokočí[2] (Klokotsch varianta Klokoč[4])[p 2]
- Koberovy (Koberau[4])[p 2]
- Libentiny (Libentin[4])[p 2]
- Loučky[2] (Loutschek[4])[p 2]
- Michovka[2] (Michowka[4])[p 2]
- Prackov[2] (Pratzkau[4])[p 2]
- Rakousy[2] (Rakous[4])[p 2]
- Rohliny (Rochlin[4])[p 2]
- Smrčí[2] (Smritschi varianta Smrči[4])[p 2]
- Vesec[2]
- Vranové[2]
- Zbirohy[2] (Sbiroch[4])[p 2]

## Římskokatolické sakrální stavby a místa kultu na území farnosti
| | Fotografie | Stavba                          | Místo   | Bohoslužby                      | Zeměpisné souřadnice             | Status       | Číslo kulturní památky                 |
| Kostel | Kostel     | Kostel                          | Kostel  | Kostel                          | Kostel                           | Kostel       | Kostel                                 |
| --- | ---------- | ------------------------------- | ------- | ------------------------------- | -------------------------------- | ------------ | -------------------------------------- |
| 1. |            | Kostel sv. Antonína Paduánského | Loučky  | bližší informace o bohoslužbách | 50°37′1″ s. š., 15°13′6″ v. d.   | farní kostel | 103423 (Pk•MIS•Sez•Obr•WD) (Q24074520) |
| Kaple |            |                                 |         |                                 |                                  |              |                                        |
| 2. |            | Kaple Jména Panny Marie         | Prackov | bližší informace o bohoslužbách | 50°36′23″ s. š., 15°14′58″ v. d. | kaple        | —                                      |
| 3. |            | Kaple Povýšení sv. Kříže        | Vranové | bližší informace o bohoslužbách | 50°38′27″ s. š., 15°11′53″ v. d. | kaple        | —                                      |
| Některé drobné sakrální stavby a pamětihodnosti lze dohledat zde v databázi Drobné sakrální památky Zaniklé sakrální stavby lze dohledat zde v databázi Poškozené a zničené kostely, kaple a synagogy v České republice |            |                                 |         |                                 |                                  |              |                                        |

Ve farnosti se mohou nacházet i další drobné sakrální stavby, místa římskokatolického kultu a pamětihodnosti, které neobsahuje tato tabulka.

## Příslušnost k farnímu obvodu
Z důvodu efektivity duchovní správy byl vytvořen farní obvod (kolatura) farnosti Železný Brod, jehož součástí je i farnost Klokočské Loučky, která je tak spravována excurrendo.